# Odomau Foho
Odomau Foho (deutsch „Odomau am Berg“) ist ein osttimoresischer Ort im Suco Odomau (Verwaltungsamt Maliana, Gemeinde Bobonaro). Er liegt im Nordwesten der Aldeia Anahun, auf einer Meereshöhe von 937 m. Das Dorf liegt an der Überlandstraße von Maliana nach Bobonaro, die hier entlang des Höhenzugs des Lolo Tumisiris führt. Zwischen Straße und Berg befindet sich der Friedhof Santa Cruz de Odomau. Nordwestlich liegt das Nachbardorf Lakhatil, südöstlich im Suco Oeleo die Siedlung Iligole.
Am Dorf Odomau Foho steigt eine Kalksteinklippe steil über 100 m nach oben.